# Hélios Sessolo
Hélios Sessolo (sinh ngày 26 tháng 5 năm 1993 ở Commugny) là một cầu thủ bóng đá người Thụy Sĩ gốc Tây Ban Nha hiện tại thi đấu cho FC Schaffhausen tại Swiss Challenge League. He's an offensive tiền vệ. Anh có màn ra mắt trong mùa giải 2012-13. Anh ghi 3 bàn trong vòng đầu tiên của Cúp bóng đá Thụy Sĩ 2013-14 trước FC Veyrier Sports.